# Dendropemon bahamensis
Dendropemon bahamensis är en tvåhjärtbladig växtart som beskrevs av Nathaniel Lord Britton. Dendropemon bahamensis ingår i släktet Dendropemon och familjen Loranthaceae. Inga underarter finns listade i Catalogue of Life.